# محطة الطاقة النووية سيزويل سي
محطة الطاقة النووية سيزويل سي هي مشروع لبناء 3200 محطة طاقة نووية بقوة 1000 ميجاوات كهربائية بمفاعلين بنظام المفاعل النووي الأوروبي المضغوط في سوفولك، إنجلترا. تم اقتراح المشروع من قبل اتحاد شركات إي دي إف للطاقة و مجموعة الصين العامة للطاقة النووية ، والتي تمتلك 80% و20% من ملكية المشروع على التوالي. في عام 2022، أعلنت حكومة المملكة المتحدة عن عملية شراء للسماح بخروج مجموعة الصين العامة للطاقة النووية من المشروع وتشكيل حصة 50٪ مع إي دي إف، على الرغم من أن إي دي إف تتوقع انخفاض هذه الحصة إلى أقل من 20٪ بعد الاستثمار الخارجي المتوقع. اعتبارًا من 30 يونيو 2024، أصبح المشروع مملوكًا بنسبة 76.1% للحكومة البريطانية و23.9% لشركة إي دي إف. ومن المتوقع أن تلبي محطة الطاقة ما يصل إلى 7% من الطلب في المملكة المتحدة.
ومن المتوقع أن يبدأ المشروع في عام 2024، حيث يستغرق البناء ما بين تسعة إلى اثني عشر عامًا، اعتمادًا على التطورات في محطة الطاقة النووية هينكلي بوينت سي ، والتي يتم تطويرها أيضًا بواسطة شركة إي دي إف للطاقة والتي تشترك في أوجه تشابه كبيرة مع محطة سيزويل.

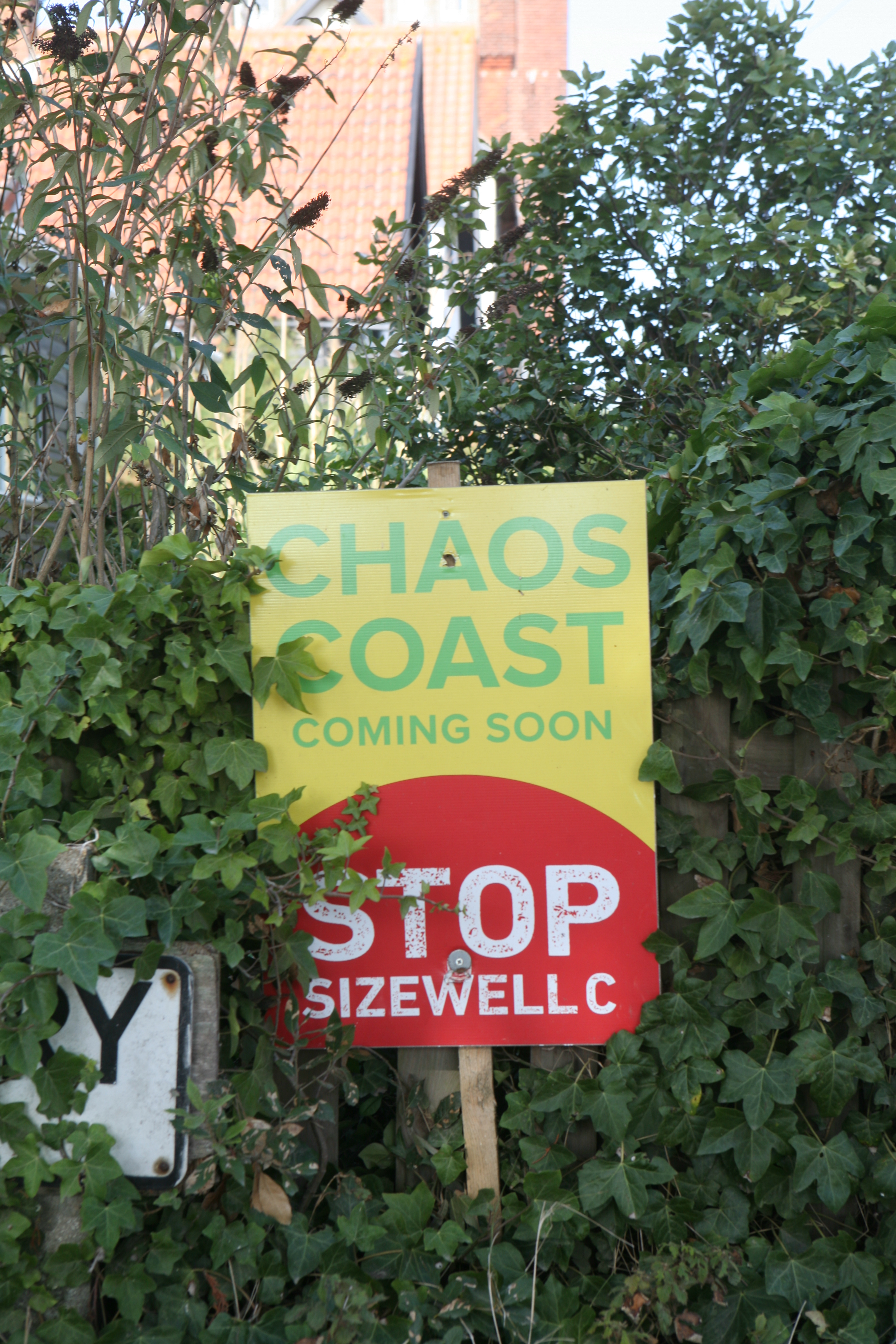
لافتة احتجاجية لإيقاف مشروع سيزويل سي، على جانب طريق في سوفولك

## أنظر أيضاً
- الطاقة النووية في المملكة المتحدة
- سياسة الطاقة في المملكة المتحدة
- الطاقة في المملكة المتحدة
- محطات الطاقة النووية المقترحة في المملكة المتحدة
- محطة الطاقة النووية هينكلي بوينت سي